# Eskader
En eskader (fr. escadre, av ital. squadra, 'fyrkant') är en större operativ enhet inom flottan eller flygvapnet som i regel är tillfälligt sammansatt för en viss uppgift.
Inom flygvapnet är en eskader ett operativt flygförband. Det är sammansatt av flera flygflottiljer.

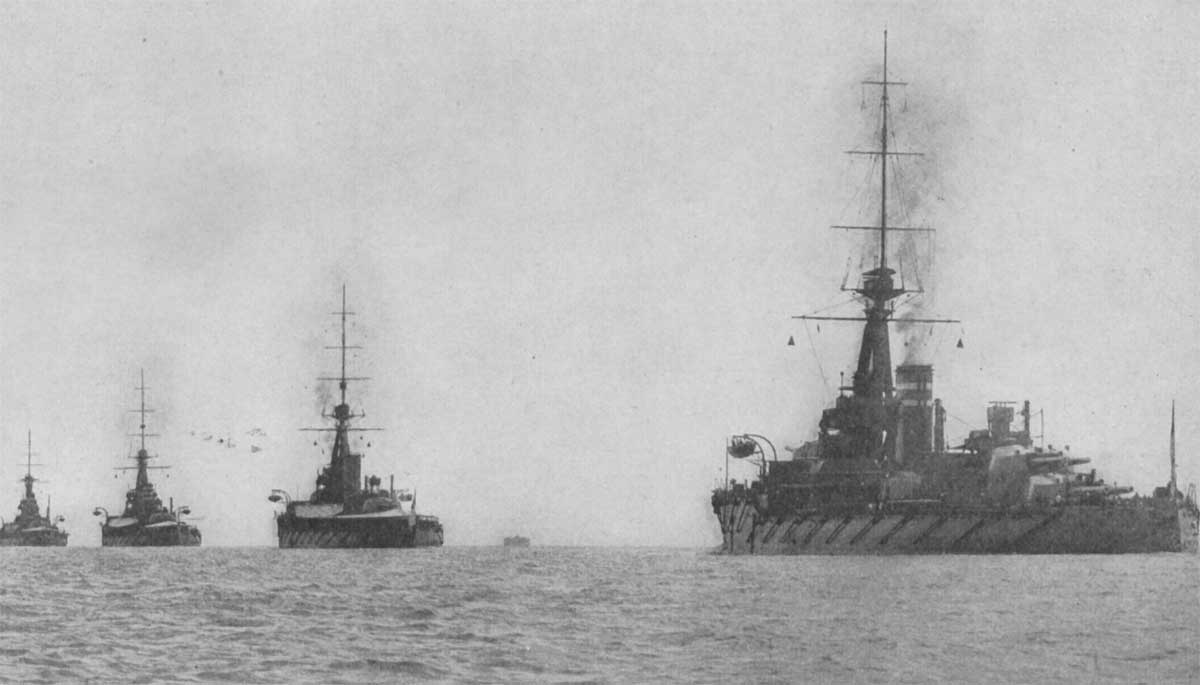
Royal Navys andra slagskeppseskader år 1916.

Begreppet eskader används även (eller har använts) inom flottan hos olika försvarsmakter. I flottan är en eskader ett fartygsförband där ett eller flera större fartyg ingår tillsammans med ett antal divisioner eller flottiljer, exempelvis jagar- eller torpedbåtsdivisioner.

## Sverige
Sveriges flygvapen var fram till 1966 organiserat i eskadrar. Det året införlivades de dåvarande jaktflygförbanden i den då integrerade försvarsorganisationen, baserad på olika försvarsregioner.
Attack- och spaningsförbanden inom det svenska flygvapnet kom dock även därefter att inordnas under Första flygeskadern. Denna lades ner först 1995, då JAS 39 Gripen (med sina olika roller inom flygvapnet) introducerades.